# 提姆·德凱
提姆·德凱（Timothy Robert "Tim" DeKay，1963年6月12日—）是美國的一位演員、電影導演和電視製作人。他曾出演過的電視劇包括五口之家、奇幻嘉年華、CSI犯罪現場、六人行、雅痞神探等。
在 2024 年 6 月的《綜藝》電視节目采访中，德凱確認他將在即將推出的復活劇《妙警賊探》中再次飾演聯邦調查局特工彼得·伯克。他稱讚了新的劇本，表示“這會解答所有觀看過該劇的人心中的疑問”，並且也為新觀眾提供入門介紹。德凱還強調，這部復活劇向原劇中飾演Mozzie的已故威利·加森致敬。

## 外部連結
- 提姆·德凱在互联网电影资料库（IMDb）上的資料（英文）